# APOA1BP
APOA1BP‏ (None) هوَ بروتين يُشَفر بواسطة جين APOA1BP في الإنسان.